# Remedy (série télévisée)
Pour les articles homonymes, voir Remedy.
Remedy ou Sous prescription au Québec est une série télévisée canadienne en vingt épisodes de 42 minutes chacun, créée par Greg Spottiswood et diffusée entre le 24 février 2014 et le 19 mai 2015 sur le réseau Global.
Au Québec, la série est diffusée depuis le 2 septembre 2015 sur Séries+, en France à partir du 16 novembre 2016 sur Téva, et en Belgique, elle est disponible sur RTLPlay depuis le 7 juin 2019. Néanmoins, elle reste inédite dans les autres pays francophones.

## Synopsis
Les deux filles du médecin-chef Allen Conner travaillent au Bethune, le même hôpital de Toronto que leur père. Melissa est en effet médecin et Sandy est infirmière. L'arrivée plus ou moins intempestive de leur frère Griffin, blessé lors d'une bagarre, réunit la famille, dès l'arrivée de la mère. Aucun d'eux ne semble avoir revu Griffin depuis au moins deux ans.

## Distribution

### Acteurs principaux
- Dillon Casey (VF : Laurent Orry) : Griffin Conner
- Sara Canning (VF : Barbara Beretta) : Dr Melissa Conner
- Enrico Colantoni (VF : Guillaume Lebon) : Dr Allen Conner
- Sarah Allen (en) (VF : Nathalie Spitzer) : Sandy Conner
- Genelle Williams (VF : Fily Keita) : Zoe Rivera
- Patrick McKenna (VF : Jean-François Aupied) : Frank Kanaskie (9 épisodes)
- Diego Fuentes (en) (VF : Yann Pichon) : Bruno Dias
- Brendan Gall (en) (VF : Constantin Pappas) : Jerry Gordon
- Matt Ward (VF : Daniel Lobé) : Dr Brian Decker (saison 1)
- Niall Matter (VF : Cédric Dumond) : Dr Peter Cutler[6] (saison 2)

### Acteurs récurrents
- Laara Sadiq (VF : Véronique Borgias) : Dr Summers (14 épisodes)
- Catherine Disher (VF : Dorothée Jemma) : Linda Tuttle (10 épisodes)
- Martha Burns (VF : Catherine Davenier) : Rebecca Baker (8 épisodes)
- Stephanie Belding (VF : Anne Gennatas) : Lonnie Masterson (7 épisodes)
- Tony Nappo (en) (VF : Marc Saez) : Dr Sam Guerra (7 épisodes)
- Jahmil French (en) (VF : Jean-Michel Vaubien) : PJ Byrd (saison 2, 7 épisodes)
- Salvatore Antonio (en) (VF : Cyrille Monge) : Robert Farina (saison 1, 6 épisodes)
- Amy Rutherford (VF : Emmanuelle Rivière) : Marla Bennett (saison 2, 6 épisodes)
- Kate Hewlett (VF : Marie-Laure Dougnac) : Nicole Foster (5 épisodes)
- Natalie Krill (VF : Claire Baradat) : Natasha (4 épisodes)
- Jason Weinberg (VF : Gilbert Lévy) : Richard (saison 1, épisode 2)
- Ann Pirvu (VF : Marie Nonnenmacher) : Josey Cobb (saison 1, épisodes 3, 4 et 8)
- Ari Cohen (en) (VF : Yann Guillemot) : Derek (saison 1, épisode 3)

- Version française
  - Société de doublage : Nice Fellow[7]
  - Direction artistique : Brigitte Aubry[7]
  - Adaptation des dialogues : Caroline Lecoq, Philippe Girard, Rémi Jaouen
  - Enregistrement et mixage: Daniel dos Reis (saison 2)

 Source et légende : version française (VF) sur RS Doublage

## Fiche technique
- Producteurs exécutifs : Greg Spottiswood et Bernie Zukerman
- Société de production : Indian Grove Productions

## Développement
Le 5 juin 2013, lors du dévoilement de la programmation 2013-2014, Global a annoncé le développement de la série.
Le 30 juillet 2013, Enrico Colantoni décroche le rôle principal. La production a débuté le 29 septembre 2013 à Toronto et Hamilton et met aussi en vedette Dillon Casey, Sara Canning et Sarah Allen (en).
Le tournage de la saison 2 a débuté le 14 septembre 2014 à Toronto et Hamilton. Niall Matter a été ajouté à la distribution.
Le 22 mai 2015, la série est annulée.

## Épisodes

### Première saison (2014)
1. Quoi de neuf docteur ? (Bad Blood)
2. Les Risques du métier (The Homecoming)
3. Un peu d'empathie (Testing, Testing)
4. Le Patient Zéro (Shift/Change)
5. Le Monstre Intérieur (The Beast Within)
6. Famille, je vous hais (Scary Bears)
7. Fort comme un rock (Tomorrow the Green Grass)
8. Les Bonnes Décisions (Shadow of Doubt)
9. Une dure journée (The Little Things)
10. Ensemble, c'est tout (Quit the Horizon)

### Deuxième saison (2015)
Le 1er mai 2014, la série a été renouvelée pour une deuxième saison de dix épisodes diffusée depuis le 23 mars 2015.
1. Explosion (Our Friend, Chaos)
2. Douleurs fantômes (When You Awake)
3. L'Interrogatoire (Playing Doctor Conner)
4. Du sang et du cran (Blood and Guts)
5. Jouer avec le feu (Life in Technicolour)
6. Secrets et mensonges (Secrets and Lies)
7. Avec modération (Everything in Moderation)
8. Les cœurs brisés (Looking for Satellites)
9. Combattre ou fuir (Fight or Flight)
10. Le premier jour du reste de ta vie (Day One)